# QGIS
QGIS (раніше відомий як «Quantum GIS») — вільна крос-платформена геоінформаційна система (ГІС). QGIS є однією з найбільш функціональних і зручних настільних геоінформаційних систем та динамічно розвиваються.

## Функціональність
Основним призначенням системи є обробка і аналіз просторових даних, підготовка різної картографічної продукції. Інтерфейс QGIS побудований на базі бібліотеки Qt. Пакет має гнучку систему розширень, які можна створювати на мовах С++ і Python. Підтримуються різноманітні векторні і растрові формати з ESRI Shapefile і GeoTIFF включно.
GIS QGIS дозволяє користувачам створювати карти з безліччю шарів, використовуючи різні картографічні проєкції. Карти можуть бути зібрані в різні формати і використовуватися з різною метою. У системі QGIS карти можуть складатися з растрових або векторних шарів. Типовими для такого роду програмного забезпечення, векторні дані зберігаються як точка, лінія, полігон. Підтримуються різні види растрових зображень. Програмне забезпечення може виконувати геоприв'язку зображень.

## Розширені Функції
QGIS забезпечує інтеграцію з іншими відкритими ГІС-пакетами, в тому числі PostGIS, GRASS і MapServer, щоб надати користувачам широкі функціональні можливості. Плагіни, написані на Python, C++, розширюють можливості QGIS. Є плагіни для геокодування за допомогою Google Геокодування API, виконання геообробки (fTools) схожими на стандартні інструменти ArcGIS, інтерфейс з PostgreSQL/PostGIS, SpatiaLite і MySQL баз даних, і використовування Mapnik як карту візуалізації.

## Розвиток
Гарі Шерман почав розробку Quantum GIS на початку 2002 року, і це стало інкубатором проекту Open Source Geospatial Foundation в 2007 році. Версія 1.0 була випущена в січні 2009 року.
QGIS широко використовує бібліотеки Qt. QGIS дозволяє інтеграцію плагінів, використовуючи або C + + або Python. На додаток до Qt, необхідні залежності QGIS включають GEOS і SQLite. GDAL, GRASS GIS, PostGIS і PostgreSQL також рекомендується, бо вони забезпечують доступ до додаткових форматів даних.
QGIS працює під керуванням різних операційних систем, включно з MacOS X, Linux, UNIX та Windows. Для користувачів Mac, перевага QGIS над GRASS GIS у тому, що вона не вимагає віконної системи X11 для переміщення, а сам інтерфейс набагато чистіший і швидший. QGIS може також використовуватися як графічний інтерфейс користувача у GRASS. QGIS має невеличкий розмір файлу порівняно з комерційними ГІС і вимагає менше пам'яті і потужності процесора; отже, його можна використовувати на старих комп'ютерах або паралельно з іншими додатками, де потужності процесора можуть бути обмежені.
QGIS веде активна група добровольців-розробників, які регулярно випускає оновлення та виправлення. Станом на 2012 рік, розробники перевели в QGIS 48 мов і цей додаток використовується на міжнародному рівні в академічному або професійному середовищі.

## Ліцензування
Як вільне програмне забезпечення відповідно до ліцензії GNU GPL, QGIS можуть бути вільно змінені для виконання різних або більш спеціалізованих завдань. Є два приклади: QGIS Браузер і QGIS серверних додатків, які використовують один і той же код для доступу до даних і візуалізації, але яляють різні інтерфейси. Також є безліч плагінів розширювати базову функціональність програмного забезпечення.

## Формати даних
QGIS дозволяє використання DXF, шейп файли, покриття і персональні бази геоданих. MapInfo, PostGIS і ряд інших форматів підтримуються в QGIS. Вебсервіси, в тому числі Web Map Service та Web Feature Service, також підтримуються, щоб дозволити використання даних із зовнішніх джерел.

## Ухвалення
Ряд державних і приватних організацій взяли QGIS. Серед інших, це програмне забезпечення є в австрійському штаті Форарльберг, і в Швейцарії, в кантоні Золотурн.